# 黒田忠良
黒田 忠良（くろだ ただよし、1月3日 - ）は、元エフエム徳島のアナウンサー。

## 来歴・人物
徳島県徳島市出身。血液型はB型。高校在学中から四国放送劇団に所属しラジオ番組に出演。大学卒業後、フリーアナウンサーとしてNHK徳島放送局や四国放送で活動後エフエム徳島に入社した。1995年の阪神淡路大震災では、淡路島からのレポートや番組取材などを続けた経験から、いち早く「防災士」の資格を取得し、番組内でのアドバイスや講演など啓蒙活動を行う。
ＮＨＫ徳島放送局との災害時協力協定など防災について業務をすすめ、同局との防災番組共同制作に至った。
社会貢献活動に関心が高く、2005年からアナウンサー朗読会「おななし宝ばこ」を主宰し四国放送、ＮＨＫ徳島局、エフエム徳島のアナウンサー有志が童話やエッセイなどを朗読する会を毎年開き、10回の開催に至った。会場では入場者に募金を呼びかけ交通遺児育成会などへ寄託した。
またアナウンス業以外に徳島観光ガイドボランティアに所属し、地域社会でも積極的に活動している。2015年3月にエフエム徳島を退社し、再びフリーに。
後進の育成にも関わりＭＣスクールの講師や人材育成の講師も務める。
観光まちづくりに積極的に関り、ツーリズム徳島代表理事に就任し、キャンドルナイト「光の小路」の開催や、まち歩きガイドを継続している。2023年観光庁の地域ＤＭＯに登録され徳島市エリアの観光振興を行っている。また、運営している徳島市観光案内ステーションがＪＮＴＯから２０２４年表彰を受賞している。
徳島のみならず、香川・岡山両県の瀬戸内国際芸術祭で、オフィシャルツアーのガイド役として2019年、2022年にも活躍し行動エリアの幅を広げている。

## 現在の担当番組
いずれもエフエム徳島
- Touch Up Tokushima
- ハッピーライフ（T-Joint内）

## 過去の担当番組
四国放送
- 交通戦争あなたの場合[1]
- たむたむたいむ[1]
- いちスタからこんばんは[1]
- ごめんなして8じです[1]
- 2時です!スタジオNo.3
- くろちゃんの日清どんべえおじゃマイク[1]
- 岡本和夫のええDAYだあ[1]
- ごきげんデンリク大作戦
- くろちゃんのトワイライトラウンジ
- 午後はこれからはりきりワイド
- グループ対抗歌合戦

NHK徳島放送局
- TVでジャムろう　おやつBOX

エフエム徳島
- ハローセブンストリート
- ミュージックシャワー
- SMILE MORNING
- Morning Garden
- Brillante！～四国の輝く人たち～
- ＷEEKEND TRAIN
- サウンド・ウェーブ
- Ｖ-STORM
- FM徳島インフォメーション
- FM徳島ニュース